# Ma'ale Rechav'am
Ma'ale Rechav'am (hebrejsky מַעֲלֶה רְחַבְעָם, doslova "Rechav'amův svah" - podle zavražděného izraelského politika Rechavama Ze'eviho, anglicky Ma'ale Rehav'am) je izraelská osada na Západním břehu Jordánu neoficiálního charakteru (tzv. outpost). Leží v distriktu Judea a Samaří a Oblastní radě Guš Ecion. Je satelitní součástí osady Kfar Eldad.

## Geografie
Nachází se v nadmořské výšce cca 490 metrů v severní části Judska a ve východní části Judských hor, na pomezí Judské pouště. Ma'ale Rechav'am leží cca 8 kilometrů jihovýchodně od města Betlém, cca 15 kilometrů jihojihovýchodně od historického jádra Jeruzalému a cca 65 kilometrů jihovýchodně od centra Tel Avivu. Osada Ma'ale Rechav'am je na dopravní síť Západního břehu Jordánu napojena pomocí provizorní cesty, která vede do sousední osady Kfar Eldad.
Obec je součástí rozptýlené skupiny malých izraelských sídel ve východním Guš Ecion. Vzhledem k polopouštnímu charakteru krajiny se v jejím okolí nenachází prakticky žádné palestinské osídlení.

## Dějiny
Ma'ale Rechav'am vznikla v říjnu 2001 cca jeden kilometr jihovýchodně od Kfar Eldad jako její izolovaná satelitní součást, přičemž samotný Kfar Eldad je satelitem větší sousední osady Nokdim. Ma'ale Rechav'am tak nemá oficiální, vládou schválený statut izraelské obce (její území spadá pod Nokdim) a ani není samostatně zastoupena v Oblastní radě Guš Ecion. Založení této osady mělo být reakcí a vzpomínkou na izraelského ministra Rechavama Ze'eviho, který byl roku 2001 zavražděn palestinskými teroristy. Podle vládní zprávy cca z roku 2006 osada vznikla bez právní opory a dodatečné snahy jejích obyvatel o stavební povolení nebyly izraelskou vládou přijaty. V Ma'ale Rechav'am stojí 14 mobilních karavanů a další provizorní stavby. V osadě je generátor na elektřinu (elektřina je ale vyvedena na sloupech z Kfar Eldad) a cisterna na vodu. Podle zprávy organizace Šalom achšav je osada napojena i na vodovodní systém.
V roce 2009 rozhodl izraelský soud, že deník Maariv se musí obyvatelům Ma'ale Rechav'am omluvit a zaplatit 20 000 šekelů za to, že napsal, že jejich vesnice vznikla na půdě zabrané palestinským majitelům, přičemž ve skutečnosti byla založena na státní půdě (tedy na okupovaném území ale nikoliv v soukromém vlastnictví).
Obyvatelé Ma'ale Rechav'am zahájili v okolí osady výsadbu ovocných stromů. Počátkem 21. století nebyl Ma'ale Rechav'am stejně jako téměř celá oblast východního Guš Ecion zahrnut do bezpečnostní bariéry.

## Demografie
Obyvatelstvo obce Ma'ale Rechav'am je stejně jako obyvatelé sousední osady Nokdim smíšené, tedy složené ze sekulárních i nábožensky založených Izraelců. Jde o malou osadu provizorního charakteru. Přesný počet obyvatel není znám, protože vesnice je formálně považována za součást osady Kfar Eldad respektive sousední osady Nokdim, jíž je Kfar Eldad součástí. Zpráva organizace Šalom achšav zde v roce 2007 uvádí 12 trvale žijících osob.